# Волков, Василий Николаевич (композитор)
Васи́лий Николае́вич Во́лков (8 января 1931, Нерчинск, Восточно-Сибирский край — 6 ноября 2014 год, Чита, Забайкальский край) — советский и  российский композитор, собиратель фольклора, дирижёр . Заслуженный работник культуры РСФСР (1972), Почётный гражданин Читинской области (1997), кавалер Ордена Дружбы (1998).

## Биография
Родился в городе Нерчинске. Отец-цыган, мать-казачка. С ранних лет пел в хоре.
В 1945 году в Читу на гастроли приехал ансамбль песни и пляски Краснознамённой Амурской флотилии. После одного из концертов коллектива, Василий Николаевич подошёл к художественному руководителю коллектива, композитору, Народному артисту СССР, В. С. Левашову и попросил принять его в коллектив. Будущий композитор исполнил народную песню и станцевал танец Яблочко, чем произвёл яркое впечатление на известного музыкального деятеля, и его приняли в коллектив, с ним же принимал участи в войне с Японией.
Прослужив в ансамбле 7 лет, Василий Николаевич вернулся в Читу с огромным багажом (на флоте его научили играть на аккордеоне и правильно петь, обучили музыкальной грамоте), и он сразу же включился в работу по организации художественной самодеятельности в Забайкалье: писал массовые песни различной тематики, создавал и руководил хоровыми коллективами, в том числе Народный хор Дома офицеров ЗабВО (СибВО) и др. В 1957 году вступает в секцию композиторов при областном Доме народного творчества. Позже оканчивает Читинское музыкальное училище, где учится параллельно с другими не менее известными композиторами А. М. Васильковским, Л. Г. Аверьяновым, и др.. Позднее оканчивает Восточно-Сибирский государственный институт культуры. С 1966 году начинает работать в областном Доме народного творчества, а с 1971 по 2000 года-занимал должность директора этого заведения.
Огромное количество фольклорных экспедиций организованных Василием Николаевичем Волковым по записи фольклора Читинской области принесли огромные плоды: в Красном Чикое записана песня "Шёл казак на побывку домой", обработку которой сделал Василий Николаевич, а также другие ставшие впоследствии популярными песнями.
Также композитор руководил ансамблем "Мелодии Забайкалья", вместе с которым принимал участи в гастролях на Кипре, в Финляндии и Монголии. Об этом коллективе в 1978 году в телепрограмме Время был выпущен информационный сюжет.
Написал большое количество песен (более 200), большинство на стихи забайкальских поэтов, таких как: М. Е. Вишняков, Г. Р. Граубин, В. Г. Никонов и др.
Скончался 6 ноября 2014 года в Чите.

## Признание
Ордена:
- Орден Дружбы (1998)[8]

Звания:
- Заслуженный работник культуры РСФСР (1972)[3]
- Член правления Всероссийского Музыкального Общества
- Почётный гражданин Читинской области (1997)